# 98e bataillon de tirailleurs sénégalais
Le 98e bataillon de tirailleurs sénégalais (ou 98e BTS) est un bataillon français des troupes coloniales.

## Création et différentes dénominations
- 23/04/1917: Formation du 98e bataillon de tirailleurs sénégalais, en bataillon de renforts pour l'Armée d'Orient, avec des recrues venant du Sénégal et des hommes venant du 72e BTS
- 21/06/1917: Sa 5e compagnie est prélevée pour créer le 104e BTS

## Chefs de corps
- 23/04/1917 : chef de bataillon Savin
- 27/02/1918 : capitaine Coutellier
- 06/04/1918 : chef de bataillon Savin
- 27/04/1918 : capitaine Leturcq
- 12/05/1918 : chef de bataillon Savin
- 23/06/1918 : capitaine Coutillier
- 13/07/1918 : chef de bataillon Espallargas
- 26/07/1918 : capitaine Coutillier

## Historique des garnisons, combats et batailles du98eBTS
- 26/07/1917 : le bataillon quitte Arcachon à destination de Fréjus
- 29/07/1917 : arrivée à Saint-Raphaël
- 20-25/08/1917 : embarquement à destination de l'armée d'Orient
- 30-31/08/1917 : arrivée à Salonique
- 16/09/1917 : arrivée à Sakalevo
- 19/09/1917 : arrivée à Slivica
- 20/09/1917 : arrivée à Cégel alternance de prise de ligne et de périodes de repos
- 01/05/1919 : embarquement à Salonique
- 07/05/1919 : débarquement à Marseille
- 16/05/1919 : arrivée à Fréjus

### Sources et bibliographie
Mémoire des Hommes